# طه السويفي
طه السويفي أو طه بك السيوفي (1897 - القرن 20) هو أستاذ مصري وضع أسس التعليم في الكويت. كان من ضمن البعثة المصرية التعليمية للكويت عام 1944، والتي رأسها الأستاذ طه السيوفي مدير المعارف عام 1946، وكانت البعثة تضم عددا من المدرسين والمدرسات في حدود عشرين شخصا منهم.

## بدايته
كانت مصر ترسل الكتب الدراسية إلى الكويت مجانًا، حيث كان المنهج التعليمي المصري هو المطبق في مدارس الكويت بصورة عامة، فقد كانت مصر ترسل البعثات من المدرسين إلى الكويت، وكانت أول بعثة عام 1944، وقد تحملت مصر نصف تكاليف هذه البعثة، كما تولى منصب مدير مجلس المعارف في الكويت عدد من المصريين منهم الأستاذ على هيكل والأستاذ طه السويفي.
من ضمن أعمال الأستاذ طه هو صاحب فكرة توحيد الزي للتلاميذ بالمدارس لذلك أوصى دائرة معارف الكويت قد استوردت جميع مكونات الزي المدرسي من الهند استعداداً للعام الدراسي المقبل (1948-1947م).

## علاقته بالكويت
في اليوم الخامس عشر من شهر يونيه لسنة 1949م بتقديم رسالة الاستقالة التي كتبها إلى الشيخ عبدالله الجابر الصباح رئيس المعارف، وكان فحواها ما يلي:
«حضرة صاحب السعادة رئيس المعارف بالكويت
السلام عليكم ورحمة الله وبركاته يسعدني أن استهل كتابي لسعادتكم بالتحدث بنعمة الله عليَّ حيث حظيت بعطفكم ورعايتكم من يوم قدمت بلادكم المحبوبة منذ ثلاث سنوات مضت مما دعاني للتفاني لخدمة الكويت في حقل التربية والتعليم، حيث تضاعف عدد المدارس والتلاميذ اضعافاً مضاعفة.
ولقد كنت أود أن اظل مدة اطول حتى أتم رسالتي لولا ظروف تقتضيني البقاء في بلادي، وصغار يحتاجون لرعايتي.
وإني إذ ألتمس اعفائي من منصي كمدير للمعارف أرجو أن تتأكدوا سعادتكم أنني سأقضي باقي عمري ذاكراً ثلاث سنوات هي أحلى فترة مرت علي، إذ كنت أعمل مستمداً الجهد من تشجيعكم وعطف حضرة صاحب السمو أمير البلاد المعظم.
وأحمد الله أن مكنني من وضع لبنات في صرح التعليم بالكويت أرجو أن يضيف عليها من يخلفني لبنات أخرى حتى يعلو صرح الثقافة بالكويت في هذا العهد الزاهر الميمون.
وأدعو الله أن يكون التوفيق حليفكم، هذا وسوف أكتب لوزارة المعارف بخصوص عدم تجديد ندبي.
وتفضلوا يا صاحب السعادة بقبول فائق الاحترام
المخلص

طه السويفي
نص الرد:
«حضرة صاحب العزة الأستاذ طه بك السويفي.. المحترم
بعد التحية:
كان بودنا أن تستمروا معنا حتى تتموا رسالتكم الكريمة في حقل الثقافة والتعليم بالكويت لولا ما أبديتم حضرتكم في كتابكم إلينا من ظروف تقتضي ضرورة بقائكم في مصر.
ونحن إذ نقبل إعفاءكم آسفين، يسرنا أن ننوه بكفايتكم الممتازة وخبرتكم في شؤون التعليم فوق ما أنتم عليه من خلق كريم ورزانة محمودة ونزاهة فوق مستوى الشبهات. ونرجو لكم حياة سعيدة ومستقبلاً زاهراً».
رئيس معارف الكويت
عبد الله الجابر الصباح
وفي الرسالة ما يدل على اهتمام رئيس المعارف بهذا المدير النشط، والاشادة بأعماله.
والآن ينبغي ان نتذكر ما قام به الأستاذ طه السويفي مدير المعارف الأسبق إبان مكوثه وعمله في الكويت، وهو عمل تشهد به مجلة البعثة التي كانت تصدر عن بيت الكويت بمصر، ويشترك في تحريرها أبناء بلادنا.